# Papercut (bài hát của Zedd)
"Papercut" là một bài hát của DJ và nhà sản xuất thu âm người Nga-Đức Zedd từ album phòng thu thứ hai của anh, True Colors có sự hợp tác từ ca sĩ-nhạc sĩ Úc Troye Sivan. Nó được viết bởi Zedd, Julia Michaels, Sam Martin, Lindy Robbins, Jason Evigan và Austin Paul Flores và được sản xuất bởi Zedd. Nó được phát hành vào ngày 17 tháng 7 năm 2015 dưới dạng đĩa đơn thứ ba từ album.

## Bối cảnh
Trong một buổi phỏng vấn, Zedd nói: "Thực ra tôi từng nghĩ "Papercut" sẽ có thể là bài hát tôi ít thích nhất, bởi vì nó rất dài và nghe cũng không bắt tai cho lắm. Nó độc đáo và có một khúc ngâm dài ở đoạn giữa, đối với tôi giống như lúc xem phim vậy, khi mà bạn nhắm mắt lại và xem Inception hay Interstellar. Tôi thì thích những thứ đó nhưng tôi từng nghĩ rằng mọi người thì không."
"Papercut" được ra mắt lần đầu tại sự kiện True Colors Experience của Zedd vào ngày 10 tháng 5 năm 2015 tại Philadelphia, Pennsylvania. Một buổi nghe nhạc được tổ chức tại Fonthill Castle để phản ánh bản chất điện ảnh của bài hát.
Sivan hé lộ trong một video trên YouTube vào ngày 29 tháng 6 năm 2015 rằng anh và Zedd còn không gặp mặt nhau để làm bài hát: "Tôi chỉ đi vào phòng thu vào một ngày để thu âm giọng hát rồi đi...chỉ có thế thôi."
Vào ngày 17 tháng 7 năm 2015, Zedd tải lên bài hát lên tài khoản Vevo của anh, cùng với một bìa đĩa đơn được cập nhật.

## Sáng tác
"Papercut" là một bài hát electro house với giai điệu dance-pop. Nó có thời lượng 7:23 và có nhịp độ 130 BPM. Bài hát có hai đoạn drop, một đoạn có tính electro hơn còn một đoạn có tính progressive hơn.

## Đánh giá
Bài hát nhận được nhiều đánh giá tích cực từ các nhà phê bình, trong đó khen ngợi giọng ca của Sivan trong bài hát. Nic Kelly từ Project U viết, "Lúc bắt đầu, "Papercut" nghe giống như nó có thể là một bản ballad vậy. Rồi nó lại nghe giống như nó có thể có trong Frozen vậy. Rồi đoạn beat bắt đầu và Troye bắt đầu hát và nó thật sự tuyệt vời," và nói rằng Sivan là "giọng ca hoàn hảo cho bài hát."  Chris Haigh, từ Pop Insomniacs, gọi đây là bài hát "nổi bật trong album" và là "một bài hát house-pop ấn tượng được chèo lái bởi giọng ca đầy hứa hẹn của Sivan". Glenn Gamboa, từ Newsday, nói bài hát là "một bộ synth-pop hấp dẫn".

## Danh sách bài hát
- Tải kỹ thuật số[7]

1. "Papercut" (hợp tác với Troye Sivan) – 7:23

- Grey Remix

1. "Papercut" (hợp tác với Troye Sivan) (Grey Remix) – 3:34

## Xếp hạng
| Bảng xếp hạng (2015)                          | Vị trí xếp hạng cao nhất |
| --------------------------------------------- | ------------------------ |
| Úc (ARIA)                                     | 93                       |
| Hoa Kỳ Hot Dance/Electronic Songs (Billboard) | 31                       |